# کان شیموزاوا
کان شیموزاوا (به ژاپنی: 子母澤 寛 しもざわ かん Kan Shimozawa); ۱ فوریهٔ ۱۸۹۲ – ۱۹ ژوئیهٔ ۱۹۶۸) رمان‌نویس ژاپنی بود.
او خالقِ شخصیتِ زاتوئیچی می‌باشد که بر اساس آن، فیلم‌ها و سریال‌های متعددی ساخته شده است.
او در حالی که به عنوان خبرنگار کار می‌کرد، مصاحبه‌هایی با شینسنگومی سابق را تحت راهنمایی حقوقدان تاکشی اوساتاکه جمع‌آوری کرد. این مصاحبه‌ها مبنای رمان آغاز و پایان شینسنگومی شدند که در سال ۱۹۲۸ منتشر شد و در سال ۱۹۶۲ به فیلم تبدیل شد. او دو دنباله برای این رمان نوشت: شینسنگومی ایبون (۱۹۲۹) و شینسنگومی مونوگاتاری (۱۹۳۱) که بعداً به عنوان سه‌گانه شینسنگومی جمع‌آوری شدند.